# Calgary

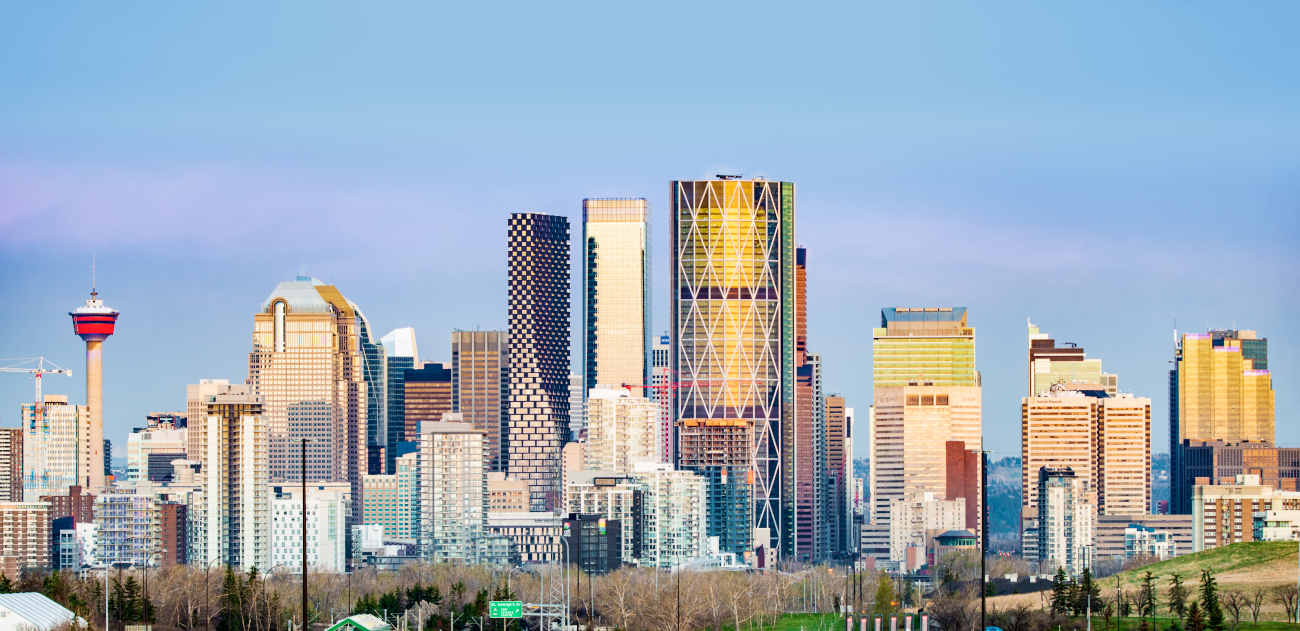
Panorama Calgary, 2020

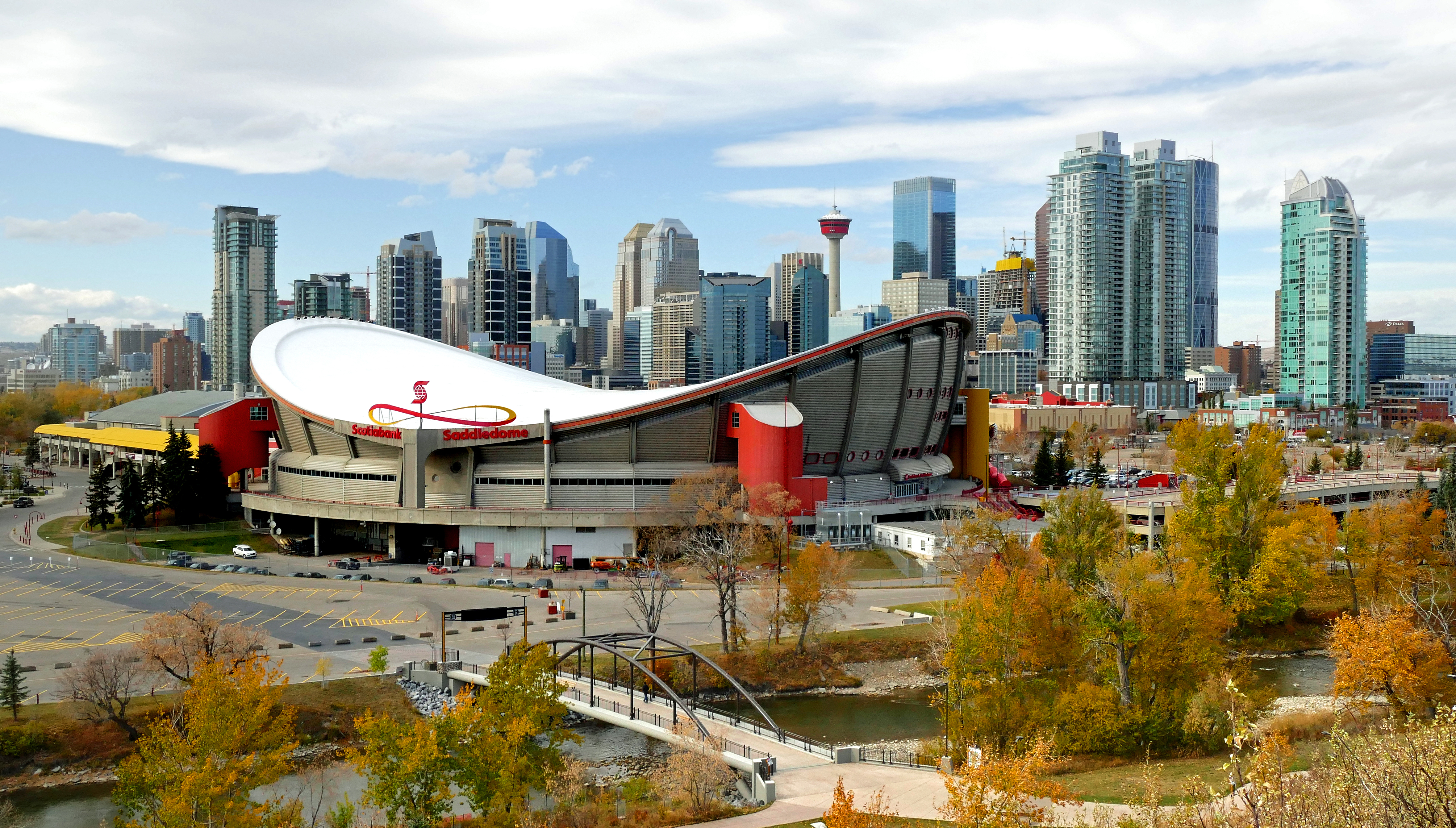
Stadion Saddledome w Calgary

Calgary – największe miasto kanadyjskiej prowincji Alberta, leżące na przedgórzu Gór Skalistych u zbiegu rzek Bow i Elbow. Trzecie co do wielkości miasto Kanady.

## Historia
Założone w 1875 r. jako Fort Calgary. Szybki rozwój Calgary nastąpił od wybudowania Kolei Transkanadyjskiej (ang. Canadian Pacific Railway). Prawa miejskie zostały nadane osadzie w 1894 roku. Dalszy rozwój miasta w wyniku odkrycia złóż ropy naftowej w 1914 i 1947 roku.
Obecnie Calgary jest głównym centrum korporacyjnym przemysłu ropy naftowej i gazu ziemnego, jest też ośrodkiem przemysłów: drzewnego, mięsnego i zbożowego. Miasto jest ośrodkiem handlowym, kulturalnym i naukowym (Uniwersytet w Calgary założony w 1945 roku). Największy w kraju ośrodek uboju bydła, słynne rodeo Stampede. Węzeł komunikacyjny (w mieście ma siedzibę linia lotnicza WestJet).

## Dane
- obszar: 726 km²
- średnie wzniesienie: 1128 m n.p.m.
- liczba parków: 40
- powierzchnia parków i terenów zielonych: 75 km²
- liczba filii miejskiej biblioteki publicznej: 17
- liczba szkół (podstawowych, gimnazjów i ponadgimnazjalnych (średnich)): 456
- główne lokalne gazety codzienne – 2
- lokalne stacje radiowe – 25
- lokalne stacje telewizyjne – 6

## Klimat
Położenie Calgary na wysokim płaskowyżu wschodnich Gór Skalistych wpływa na typowy dla tego typu obszarów klimat i częste zmiany pogodowe. Charakteryzuje się on niską wilgotnością powietrza, krótkimi, ale upalnymi latami i długimi, mroźnymi zimami.
Ciekawym ewenementem tej części prerii kanadyjskiej jest zimowy ciepły wiatr Chinook, który w ciągu kilku godzin może przynieść nagły wzrost temperatury nawet o +15 °C.
Temperatury poniżej −20 °C nie są rzadkością i wpływają na oryginalne rozwiązania architektoniczne; większość budynków handlowych i biurowych w centrum miasta (tzw. Downtown) połączonych jest systemem krytych korytarzy (system Plus 15), które pozwalają ludziom na przemieszczanie się między ulicami i budynkami bez potrzeby wychodzenia na zewnątrz.
| (°C)        | Przeciętna dzienna | Maksymalna dzienna | Minimalna dzienna |
| ----------- | ------------------ | ------------------ | ----------------- |
| styczeń     | −8,9               | −2,8               | −15,1             |
| luty        | −6,1               | −0,1               | −12,0             |
| marzec      | −1,9               | 4,0                | −7,8              |
| kwiecień    | 4,6                | 11,3               | −2,1              |
| maj         | 9,8                | 16,4               | 3,1               |
| czerwiec    | 13,8               | 20,2               | 7,3               |
| lipiec      | 16,2               | 22,9               | 9,4               |
| sierpień    | 15,6               | 22,5               | 8,6               |
| wrzesień    | 10,8               | 17,6               | 4,0               |
| październik | 5,4                | 12,1               | −1,4              |
| listopad    | −3,1               | 2,8                | −8,9              |
| grudzień    | −7,4               | 1,30               | −13,4             |

## Religia
- Diecezja Calgary
- Parafia Matki Bożej Królowej Pokoju w Calgary

## Wieżowce
W panoramie Calgary znajdują się jedne z najwyższych budynków w Kanadzie. Ostatnie dodatki to Brookfield Place, ukończony w 2017 r., Oraz Telus Sky, ukończony w 2019 r.
- Bankers Hall
- Petro-Canada Centre West Tower
- Brookfield Place
- Lista najwyższych budynków w Calgary

## Sport
- Scotiabank Saddledome – wielofunkcyjna hala z lodowiskiem
- Calgary Flames – klub hokejowy
- Calgary Hitmen – klub hokejowy
- Calgary Roughnecks – klub lacrosse
- Skocznia Olimpijska HS95 w Calgary
- Skocznia Olimpijska HS122 w Calgary
- Zimowe Igrzyska Olimpijskie 1988
- Mistrzostwa Świata w Łyżwiarstwie Figurowym 2006
- Mistrzostwa Świata Juniorów w Hokeju na Lodzie 2012/Elita

## Demografia
Liczba mieszkańców Calgary wynosi 1 306 784 (2021). Język angielski jest językiem ojczystym dla 73,2%, francuski dla 1,5% mieszkańców (2006).

## Polonia
Polonia w Calgary szacowana jest na około 55 tys. osób. Skupia się wokół trzech ośrodków:
- Polsko-Kanadyjskie Centrum Kultury zwane popularnie Domem Polskim znajdujące się w północno-wschodniej części miasta. Jest siedzibą Stowarzyszenia Polsko-Kanadyjskiego i Stowarzyszenia Polskich Kombatantów;
- Parafia Matki Boskiej Królowej Pokoju w Calgary (prowadzona przez księży Chrystusowców) położona w pobliżu Uniwersytetu Calgary. Kościół parafialny, zaprojektowany w charakterystycznym kształcie wigwamu indiańskiego, jest wyróżniającym się elementem architektury miasta;
- Polska Szkoła im. Jana Pawła II w Calgary (około 500 uczniów w klasach od 1 do 12).

## Miasta partnerskie
| Miasto    | Kraj              | Rok podpisania umowy |
| --------- | ----------------- | -------------------- |
| Québec    | Kanada            | 1956                 |
| Jaipur    | Indie             | 1973                 |
| Daqing    | Chiny             | 1985                 |
| Naucalpan | Meksyk            | 1994                 |
| Taejŏn    | Korea Południowa  | 1996                 |
| Phoenix   | Stany Zjednoczone | 1997                 |